# Baťovci
Baťovci bylo československé regionální politické hnutí, které v období první republiky působilo ve městě Zlíně a na území v roce 1923 plánované Uherskohradišťské župy. V letech 1923 až 1938 působilo jako politický instrument Baťových závodů.

## Historie
Politické hnutí v roce 1923 založil Tomáš Baťa k příležitosti druhých československých komunálních voleb 1923. Hnutí organizačně stálo na principu úzkého vedení a volné kandidátky, kde hojně působili členové mnohých dalších celostátních politických stran. Již při prvních volbách do zlínského zastupitelstva v roce 1923 Baťovci uskutečnili dohodu za tiché podpory sociálních demokratů s místními národními demokraty a agrárníky o tom, že ve Zlíně tyto strany nepostaví kandidátku. Ve volbách pak Baťovci získali 53% hlasů. Organizace také působila ve zlínském okresním zastupitelstvu. V roce 1927 pak již bez podpory místní organizace sociálních demokratů Baťovci opět zvítězili. K výraznému nárůstu výsledku Baťovců dopomohla migrace nových dělníků, kteří byli spojeni s  pravidly firmy Baťa. Po smrti Tomáše Bati se v srpnu 1932 stal starostou Zlína předseda organizace Dominik Čipera.

## Působení
Stranická struktura byla úzce provázána s podnikovými privilegii a povinnostmi zaměstnanců Baťových závodů. Na východní Moravě existovaly např. železniční spoje pouze pro Baťovce. Jejich nejviditelnějším ideovým oponentem byla KSČ, která ve Zlíně organizovala masivní protibaťovské protesty spojené také s odporem proti fungujícímu Gentskému systému. Jejich Rudé odbory kritizovaly ekonomicky monopolistické působení podniku a faktické znemožňování působení zlínských komunistických družstevních podniků. Ve 20. letech menší opozici proti Baťovcům představovali místní národní socialisté, kteří kritizovali myšlenky Tomáše Bati o zřizování pracovních táborů po vzoru Německa. Zlínští lidovci, kteří ve městě zvítězili v parlamentních volbách 1925, pak pranýřovali nedostatečnou přívětivost podnikové struktury vůči náboženskému životu. Od zemských voleb 1928 se rozvoj Zlína a Baťových závodů nesl ve znamení uzavření dohody spolupráce s agrárníky, národními demokraty, národními socialisty a lidovci, která měla za následek značný vliv Baťovců i na zemské a celorepublikové úrovni.
V komunálních volbách 1931 získali Baťovci 9 096 hlasů (41 mandátů), lidovci 270 hlasů (1), komunisté 210 hlasů (0), živnostníci 126 hlasů (0), národní socialisté 124 hlasů (0) a sociální demokraté 82 hlasů (0). Krom Zlína kandidovali Baťovci v těchto volbách ještě v Prštném (407 z 527 hlasů), Slušovicích (118 z 541 hlasů) a Hvozdné (68 z 461 hlasů).
V roce 1938 v napjaté atmosféře ohrožení republiky ze strany Německa probíhala další předehra k obecním volbám. V rámci podniku probíhala tvrdá kampaň, která umožnila vedoucím činovníkům podniku nutit své zaměstnance podporovat pouze jednu obecní kandidátku. Vliv vedení Baťovců ve státní správě ve Zlíně a různé nátlakové metody umožnily, že se v době konání komunálních voleb na jaře 1938 komunistům nepodařilo sehnat zákonem vyžadovaných 100 podpisů nutných pro připuštění kandidatury (měli pouze 58). Krom toho živnostenská strana dle zápisu volební komise stáhla svou kandidátku minutu před uzávěrkou svou kandidátku, takže jedinou podanou kandidátkou zůstala kandidátka Baťovců. To znamenalo, že volby odpadly a v obecním zastupitelstvu získali Baťovci 100% mandátů. Krom Zlína se Baťovci účastnili také voleb v Otrokovicích, kde získali 84,03 % hlasů a 26 z 30 mandátů.

## Zánik a odkaz
Politická činnost hnutí byla ukončena v roce 1938, ale Dominik Čipera působil ve funkci starosty Zlína i po okupaci a vzniku Protektorátu Čechy a Morava až do září 1944 a poté krátce v květnu 1945. Následně byl obviněn z kolaborace s nacisty. V květnu 1947 byl ale soudem zproštěn všech obvinění. V roce 1945 byli postupně z vedení Baťových závodů odstraněni němečtí členové představenstva a koncern byl postupně znárodněn. Po únoru 1948 pak Dominik Čipera emigroval do Kanady.

## Předsedové
- Tomáš Baťa (1923–1931)
- Dominik Čipera (1931–1938)

## Volební výsledky

### Volby ve Zlíně
| Volby | Hlasy        | Hlasy | Mandáty | Mandáty | Pozice |
| Volby | Počet        | %     | Počet   | ±       | Pozice |
| ----- | ------------ | ----- | ------- | ------- | ------ |
| 1923  | 1 322        | 56,57 | 17/30   | ▲17     | ▲1.    |
| 1927  | 4 553        | 82,39 | 25/30   | ▲8      | ▬1.    |
| 1931  | 9 096        | 91,80 | 41/42   | ▲16     | ▬1.    |
| 1938  | Volby nebyly | 100   | 42/42   | ▲1      | ▬1.    |

### Volby v Otrokovicích
| Volby | Hlasy | Hlasy | Mandáty | Mandáty | Pozice |
| Volby | Počet | %     | Počet   | ±       | Pozice |
| ----- | ----- | ----- | ------- | ------- | ------ |
| 1938  | –     | 84,03 | 26/30   | ▬       | ▬1.    |